# Natalie Griffith
Natalie Olivia Griffith là một hoa hậu của Barbados. Cô là Hoa hậu Thế giới Barbados 2008 và đại diện cho đảo quốc vùng Caribbean này tham dự cuộc thi Hoa hậu Thế giới 2008 tổ chức tại Nam Phi. Tại phần thi Hoa hậu Tài năng, cô đã giành chiến thắng và được lọt vào top 15 đêm chung kết.